# LIBOR

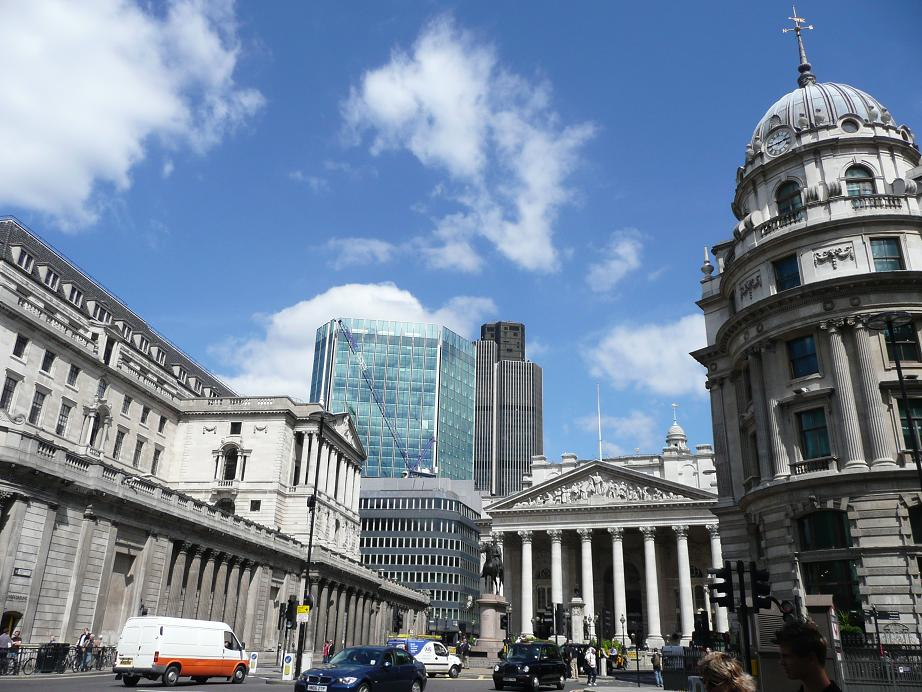
Budova Bank of England

London Inter Bank Offered Rate (anglicky "londýnská mezibankovní nabízená sazba", zkracováno jako LIBOR nebo Libor; nezkráceně dříve BBA Libor či bbalibor, dnes ICE Libor podle instituce, která ji vydává) je průměrná úroková sazba, za niž si banky navzájem jsou ochotny půjčit v krátkodobém horizontu na londýnském mezibankovním trhu peníze (likviditu). Spolu s EURIBORrem jde o nejpoužívanější referenční úrokovou sazbu na světě. Jsou na ni navázány úrokové míry mnoha bank i deriváty a jiné finanční nástroje v hodnotě nejméně 350 bilionů amerických dolarů. Sazbu sestavovala British Bankers' Association (Britská bankovní asociace), od roku 2012 sazbu sestavuje americká firma Intercontinental Exchange na základě údajů od 18 členských bank a zveřejňuje je Thomson Reuters každý den v 11:30 londýnského času pro pět různých měn (americký dolar, euro, britská libra, japonský jen a švýcarský frank) a sedm různých dob splatnosti (od jednoho dne až po jeden rok).

## Skandální odhalení
Už 16. dubna 2008 The Wall Street Journal přinesl kontroverzní článek a později i celou studii o tom, že některé banky mohly snížit odhady nákladů na půjčky pro účely stanovení LIBORu během tzv. úvěrové krize, což vedlo ostatní k chybným závěrů ohledně jejich finančního zdraví a solventnosti. Britská bankovní asociace jako odpověď na článek uveřejnila tvrzení, že LIBOR byl spolehlivý i během finanční krize a další dohledové orgány zase tvrzení, že neexistuje žádný důkaz o manipulaci s LIBORem. Studie ekonomů Snider a Youle z dubna 2010 teoreticky potvrdila předchozí podezření, ale jako důvod manipulace sazby LIBOR směrem dolů uvedla obrovský zisk portfolia bank, které je nějak spojeno s LIBORem. Například u Citigroup by pokles LIBORu o 0,25 procentního bodu snížil hodnotu ocenění jejich portfolia 963 mil USD na čtvrtinu z důvodů poklesu čistého úrokového výnosu a v případě poklesu LIBORu o 1 % by to dokonce ihned generovalo ztrátu téměř 2 mld USD.
Guvernér Bank of England Mervyn King na konci roku 2008 popsal LIBOR Britskému parlamentu slovy "V mnoha případech je to sazba, za kterou si banky vůbec nepůjčují , ... a není to sazba, za kterou si vůbec někdo půjčuje". Následně dozorové banky dlouhou dobu jen čekaly s vědomím, že je zde sice možná gigantický problém, ale že se podaří nějak vyřešit. Teprve o tři roky později opět The Wall Street Journal v dubnu 2011 uvedl, že bankovní dozor se zaměřuje na Bank of America, Citigroup a UBS s podezřením, že s LIBORem manipulovaly. O rok později pokročilo podezření směrem k trestnímu stíhání těchto bank.
Důvěryhodnost sazby značně poškodilo odhalení z roku 2012, podle kterého některé členské banky se sazbou dlouhodobě manipulovaly. Manipulace se dopouštěly banky Barclays, UBS, Royal Bank of Scotland, Deutsche Bank, JPMorgan či Citigroup. Banky za tyto aktivity obdržely vysoké pokuty i od několika dohledových orgánů a to až v řádu miliard amerických dolarů.
V hromadné žalobě cca 100 000 amerických vlastníků domů proti 12 největším bankám, které se kvůli (ne vždy jejich) manipulacím LIBORu obohatily, protože zdražily splátky hypoték tím, že v období 2000-2009 se vždy ve dnech fixace většiny hypoték (první den v měsíci) se sazbou manipulovalo směrem nahoru (v průměru o dva body do roku 2007 a o 7 bodů později) žádají žalobci částky od stovek do tisíců dolarů na jeden případ. Předpokládá se, že se tímto banky nezákonně obohatily o stovky milionů dolarů, nebo dokonce o miliardu dolarů.